# 利兹市政厅
利兹市政厅（英語：Leeds Town Hall）建于1853年和1858年之间，英国西约克郡利兹的公园巷（Park Lane）（今The Headrow），由建筑师卡斯伯特·布罗德里克（Cuthbert Brodrick）设计.。它是英国最大的市政厅之一，高度225英尺（68.6），是从1858年到1966年，保持利兹最高建筑的桂冠达年之久，2008年为利兹第八高的建筑。利兹市政厅是由维多利亚女王揭幕。它是一座一级登录建筑。与众不同的钟楼，被许多人当作利兹的象征。

## 历史
在19世纪上半叶，利兹作为工业革命期间重要的工业中心，经历了一个快速增长期。在1850年7月，利兹市议会评估建立一个新的市政厅的事宜，设立一个委员会来征求利兹居民的意见。1851年1月，利兹市政厅终于以24票对12票得到批准。
利兹市政厅建成以后，被当作整个大英帝国新建筑的典范。利兹市政厅在兴建过程中也受到许多批评。估计的建设费用大大超出了市议会愿意为一座市政建筑支付的数目。当时利兹的工人阶级仍处于贫困之中。1868年5月26日，在利兹市政厅举行集市，以帮助利兹市政厅支付欠下的6000英镑债务。
1941年3月14日和15日，利兹遭受了德国空军最严重的轰炸。炸弹击中利兹市政厅的东侧，对屋顶和卡尔弗利街一侧的墙壁造成重大损害。所有的损害不久后得到修复。
。

### 功能
利兹市政厅预定要履行多种功能，包括 -
- 容纳各委员会办事处。
- 作为该市新的法庭设施。
- 作为中央警署。
- 提供一个举办音乐会和文娱活动的大厅。

1933年，利兹市议会从利兹市政厅迁往利兹市民中心（Leeds Civic Hall）。自那时以来，市政厅主要用作音乐厅，以及注册和举行婚礼的地点。
在1999年和2000年，当邻近的利兹中央图书馆装修期间，利兹市政厅为图书馆提供存储空间，并在地下室开设小型借阅室。在2003年，由于地板开始移动，官员担心崩塌，美国乐队黑色叛逆摩托车俱乐部不得不中途停止演唱会。市政厅和利兹大学大会堂，是利兹国际钢琴赛的举办地。
这座建筑的主要表演空间，装饰华丽的维多利亚大厅，是利兹管弦乐音乐会的主会场。它的管风琴，在欧洲最大的管风琴之一。